# Diathrausta nerinalis
Diathrausta nerinalis là một loài bướm đêm trong họ Crambidae.